# 布達利巴
布達利巴(梵文：Putalipa)，印度大乘密宗人士，八十四成就者之一。

## 簡介
布達利巴是孟加拉的低種姓的人士，因為對一名瑜珈士布施，因此得到瑜珈士賜予喜金剛的灌頂與講解，瑜珈士還賜予一幅喜金剛唐卡給他，並說精進禪修，到不同城市乞食時可善加利用。布達利巴依照指示修持十二年獲得成就。
有一天，布達利巴到皇宮乞食。國王看見他所尊崇的大神在布達利巴的喜金剛唐卡中被喜金剛踩在腳下，覺得受了很大的侮辱。於是，國王對布達利巴說這不是一幅正確的唐卡。布達利巴回應國王亦可把他的神畫成踩在他的清淨本尊上，但當國王畫師繪畢，布達利巴經過觀想後，國王的神又被喜金剛踩在腳下，於是國王拜服受教，布達利巴之名亦廣為人知。他廣行利生五百年，在講述修行經歷之後，與六百眷屬同往空行淨土。